# 天主教华沙-普拉加教区
華沙-普拉加教區（拉丁語：Dioecesis Varsaviensis-Pragensis）是波蘭一個天主教教區，教座位於首都華沙境內、維斯瓦河東岸的普拉加區（又譯為布拉格區）。1992年3月25日由教宗若望保祿二世升為教區。
2011年，在當地1,194,000人口中，有教友1,105,000人，佔轄區總人口92.5%、183個堂區、628名司鐸、164名修士、1,355名修女。現任主教為恩里克·霍澤總主教。